# Arvandus
Arvandus (Arabundus) war ein weströmischer Politiker gallorömischer Herkunft im 5. Jahrhundert. 

## Leben
Im Jahr 464 wurde Arvandus von Libius Severus und Ricimer zum Prätorianerpräfekten für Gallien ernannt. Er musste sich mit den mächtigen germanischen Königreichen der Franken, Westgoten und Burgunden ebenso auseinandersetzen wie mit dem 461 von Ravenna abgefallenen gallorömischen Sonderreich unter Aegidius († 464/65) und dessen Nachfolger Syagrius.
468 wurde eine Korrespondenz des Arvandus bekannt, in der er dem Westgotenkönig Eurich empfahl, dem von Leo I. eingesetzten Westkaiser Anthemius die Anerkennung zu verweigern und die nördlich der Loire siedelnden, mit Syagrius verbündeten Bretonen anzugreifen. Arvandus wurde Anfang 469 in Rom wegen Hochverrats verurteilt (ob er mit Eurichs Rückendeckung selbst die Kaiserwürde anstrebte, wie Cassiodor andeutet, ist unsicher), aber dank der Intervention einflussreicher Freunde (darunter Sidonius  Apollinaris, der den Prozess überliefert) zur Verbannung begnadigt.